# Miomantis aurantiaca
Miomantis aurantiaca är en bönsyrseart som beskrevs av Giglio-tos 1911. Miomantis aurantiaca ingår i släktet Miomantis och familjen Mantidae. Inga underarter finns listade i Catalogue of Life.